# Carlos Arana Osorio

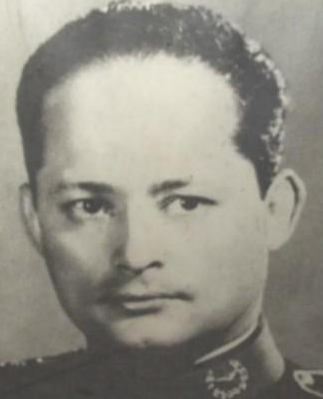
Kolonel Arana op jeugdige leeftijd

Carlos Manuel Arana Osorio (Barberena, 17 juli 1918 - Chiquimula, 6 december 2003) was een Guatemalteeks politicus en militair. Van 1970 tot 1974 was hij president van Guatemala.
Arana Osorio was afkomstig uit het departement Santa Rosa. Arana Osorio sloot zich aan bij het leger en klom op tot kolonel. Hij stond bekend als de 'leeuw van het oosten' en was succesvol in het terugdringen van guerrillastrijders in het oosten van het land. Maar hij werd door president Julio César Méndez Montenegro weggepromoveerd als ambassadeur in Nicaragua.
In 1970 nam hij voor de Nationale Bevrijdingsbeweging (MLN) en de Institutioneel Democratische Partij (PID), de extreemrechtse partijen van het leger, met een wet-en-ordeprogramma deel aan de presidentsverkiezingen. Hij haalde 42,9% van de stemmen en werd door het Congres tot president van Guatemala gekozen boven de als tweede geëindigde Mario Fuentes Pieruccini, kandidaat van de regerende Partido Revolucionario (PR). Het verkiezingsproces was waarschijnlijk niet eerlijk verlopen. Arana Osorio werd hiermee de eerste van een lange reeks militaire machthebbers. 
Direct na zijn aantreden riep Arana de noodtoestand uit om de campagne tegen de guerrilla's te verhevigen. Zijn anti-guerrillacampagne ging gepaard met tal van wreedheden en er vielen vele onschuldige slachtoffers. De eerste doodseskaders doken onder zijn regering op. Doordat tegenstanders van het regime, meest studenten, door deze methoden radicaliseerden, verplaatste de strijd zich van het platteland naar de stad. Ook journalisten, politici van de oppositie en andere critici van het regime werden vervolgd. De Guatemalteekse Mensenrechtencommissie schatte dat in de vier jaar van Arana's schrikbewind twintigduizend Guatemalteken werden vermoord of anderszins uit de weg geruimd.
Arana werd in 1974, na een opnieuw frauduleus verlopen verkiezing, opgevolgd door de volgende militaire dictator, MLN-kandidaat Kjell Laugerud. 